# Тайна Елг
Тайна Елг (англ. Taina Elg; 9 березня 1930, Гельсінкі — 15 травня 2025, там само) — фіно-американська акторка, модель і танцюристка.

## Біографія
Народилася в Гельсінкі в родині піаніста Оці Елг і Олени Доброумової, іммігрантки з Росії. В юності була віддана матір'ю в балетну школу при Фінській національній опері, яку закінчила в 1946 році. Після цього багато гастролювала з балетною трупою Скандинавією, а потім і Англією, перш ніж через травму була змушена залишити танцювальну кар'єру. Надалі Елг працювала фотомоделлю у Парижі, де знімалася для журналів «Vogue» і «Elle».
У 1954 році переїхала до Голлівуду, де уклала контракт з «MGM». Через рік на екрани вийшла перша картина за участю Тайни Елг — епічна біблійна драма «Блудний син» з Ланою Тернер в головній ролі.
У 1956 році акторка була удостоєна премії «Золотий глобус» у номінації Найбільш багатообіцяюча іноземна акторка. Двома роками пізніше знову отримала «Золотий глобус» за роль у музичній комедії Джорджа Кьюкора «Гьорлз». Крім цього, виконувала ролі у фільмах «Діана» (1956), «39 сходинок» (1959), «Ватусі» (1959), «Геркулес у Нью-Йорку» (1970) і «У дзеркала два обличчя» (1996). Тайна Елг також періодично з'являлася в телесеріалах «Караван возів», «Одне життя, щоб жити» і «Вона написала вбивство». На початку 1960-х акторка переїхала до Нью-Йорка, де з'явилася в ряді бродвейських постановок, включаючи «Дев'ять», «Титанік» і «Кан-кан».
Від шлюбу з Карлом Бьоркехеймом (1953—1958) має сина — музиканта Рауля Бьоркенхейма. Другим чоловіком був професор соціології Рокко Капорале (1985—2008).

## Фільмографія
- 1970 — Геркулес у Нью-Йорку